# José Sienra Carranza
José Sienra Carranza (Montevideo, 4 de julio de 1843 - Montevideo, 18 de junio de 1925) fue un poeta, diplomático, periodista y político uruguayo perteneciente al Partido Nacional.

## Biografía
José Manuel Sienra Carranza fue hijo de Manuel Sienra y Elvira Carranza, a sus 18 años el abogado y escritor Andrés Lamas lo designó como su secretario. En 1863 se recibió de abogado y durante su carrera ejerció varios puestos académicos y diplomáticos

## Actividad política
En 1873 fue designado agente diplomático de Uruguay ante el gobierno de Argentina y en ese mismo año Ministro plenipotenciario ante el gobierno de Paraguay.
En la legislatura de 1899 fue Diputado por el Partido Constitucional (Uruguay).

## Actividad Académica
Fue el primer presidente del Ateneo de Montevideo.
Fue designado como presidente de la Sociedad de Amigos de la Educación Popular (actual Escuela y Liceo Elbio Fernández) entre los años 1893 y 1895.

## Actividad periodística y literaria

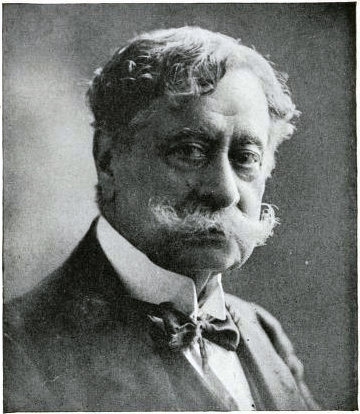
José Sienra Carranza en 1921

Fue Director de los periódicos La Tribuna Popular en 1872 y La Democracia en 1876. También dirigió el diario El Plata junto a Carlos María Ramírez. Desde sus páginas combatió el régimen de Máximo Santos
Utilizó los seudónimos Arístides y J.S.C. para publicar artículos en los diarios locales y además el seudónimo Detriasis para publicar en diarios de Argentina.
Sostuvo una discusión vía cartas en los diarios con el escritor Setembrino Pereda, quien utilizaba el seudónimo Juan Perales, ya que tenían opiniones opuestas sobre qué autores debían ser incluidos en una antología de poesía uruguaya.
Sus poesías fueron incluidas en muchas antologías como El Parnaso Oriental en 1905 y Poesías uruguayas en 1895.

## Obras

### Crónicas
- La evolución y el militarismo (1886);
- Política oriental (1887);
- La cuestión presidencial (1883);
- Cuestiones americanas (1907);
- La candidatura Batlle (1910);
- La actualidad y la próxima presidencia (1911)
- El gaucho (1922)

### Poesía
- A una paraguaya